# Реформы Штейна и Гарденберга

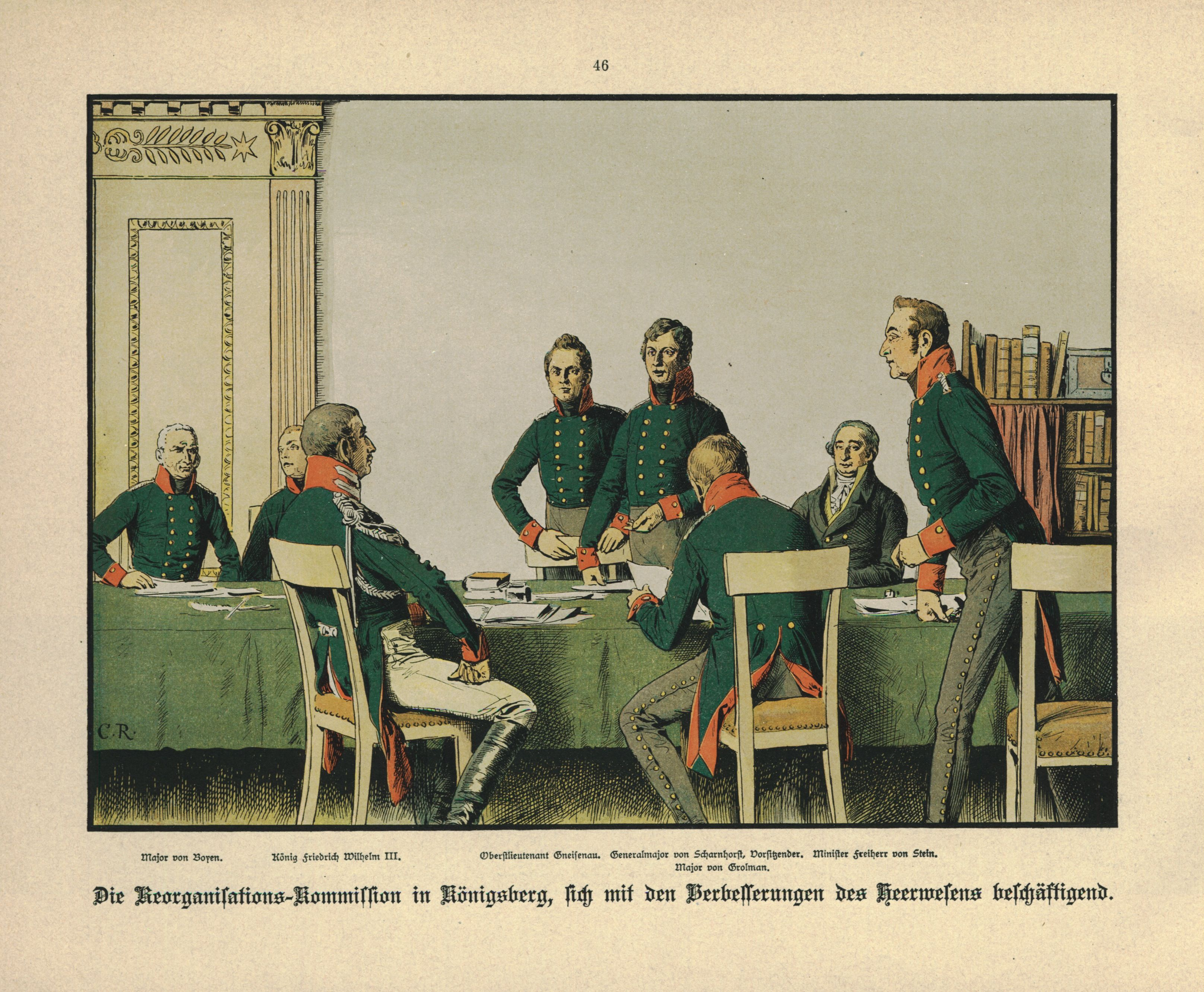
Карл Рёхлинг. Встреча реформаторов в Кенигсберге в 1807 году.

Реформы Ште́йна и Гарденбе́рга — преобразования 1807—1814 гг. в Пруссии, произведенные правительствами во главе с Генрихом Фридрихом Карлом фон Штейном и Карлом Августом фон Гарденбергом.

## Предпосылки реформ

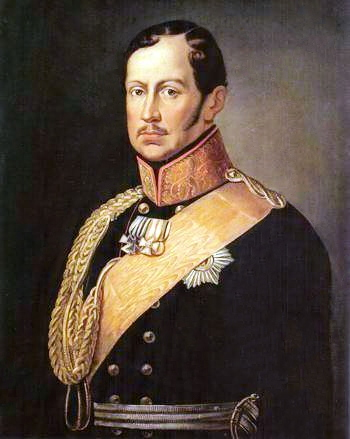
Фридрих Вильгельм III

В начале XIX века старый порядок находился в полном разложении: привилегированное и господствующее положение дворянства, пониженное и придавленное положение городского сословия, крепостное состояние, в котором находилось крестьянство. Вся государственная система Пруссии сводилась к господству бюрократии, руководимой непосредственным и личным вмешательством самого короля даже в мелочи администрации, суда и финансов. Фридрих II оставил, в сущности, неприкосновенной и ту военно-хозяйственную систему управления государством, которую унаследовал сам от своего отца, — систему полицейского государства с его бюрократией, как не тронул ни в одном существенном отношении и социального строя старой Пруссии, не сократил дворянских привилегий, не облегчил положения крепостных крестьян.

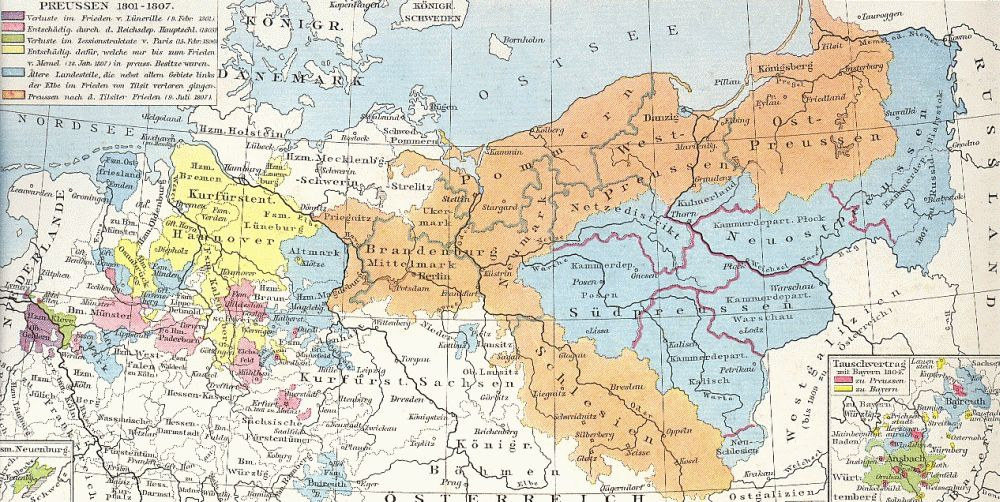
Новые границы Пруссии (рыжий) и отторгнутые у неё территории (оставшиеся цвета) по итогам Тильзитского мира.

Королю-философу наследовал его племянник Фридрих-Вильгельм II. Король был во власти кружка фаворитов, интриговавших против министров, а эти, в свою очередь, интриговали против влиятельных частных советчиков короля. Росло недовольство в оппозиционных кругах. В 1797г он оставил своему сыну Фридриху Вильгельму III в наследство совершенно расстроенные финансы и систему государственного управления, где правительственные учреждения, обязанные своим происхождением централизаторской политике королей, не вполне были согласованы с тем, что эти короли оставили нетронутым в провинциальном быту с его партикуляристическими традициями и учреждениями. Поэтому также на очереди стояла и правительственная реформа. Старая система, в которой не было ни вполне законченной централизации, там где она была необходима, ни настоящего самоуправления, где оно продолжало ещё действовать, была источником путаницы и беспорядка во всех административных отношениях.

### Положение Пруссии в Европе
В 1803 году Германская медиатизация глубоко изменило административную и политическую карту Германии. Благоприятная для государств среднего размера и Пруссии, реорганизация усилила влияние Франции. Начавшаяся в 1805 году война третьей коалиции шла с целью оградить Европу от дальнейшего расширения французского влияния, но в битве при Аустерлице Наполеон нанёс решающее поражение союзникам. После этого демонтаж Священной Римской Империи продолжился. 12 июля 1806 г. 16 немецких государств под влиянием Франции сформировали Рейнский союз, а 6 августа СРИ была распущена вследствие отказа Франца II от своего императорского титула.
Только к этому времени прусский король Фридрих Вильгельм осознал всю глубину ситуации. Подстрекаемая Великобританией Пруссия вступила в четвёртую коалицию, отказавшись от действовавшего по заключённому в 1795 г. Базельскому мирному договору нейтралитета. Были мобилизованы все войска королевства, но через два месяца они были разбиты 9 августа 1806 г. в двух сражениях. Страна была на грани краха, и Фридрих Вильгельм через три дня после этого выпустил плакаты с просьбой к берлинцам сохранять спокойствие. Через десять дней Наполеон вступил в столицу.
Война окончилась 7 июля 1807 г. подписанием Наполеоном и российским императором Александром I первого Тильзитского мира. Через два дня был подписан второй Тильзитский мирный договор с Пруссией, по которому она теряла половину своей территории и признавала Жерома Бонапарта королём Вестфалии, к которой отошли прусские владения к западу от реки Эльба. После этого страна, имевшая в 1805 г. 9 млн жителей, теряла более половины из них (4,55). Также было оговорены уплата 120 млн франков контрибуции и обеспечение французской оккупационной армии в 150 тыс. человек.

### Финансовая ситуация

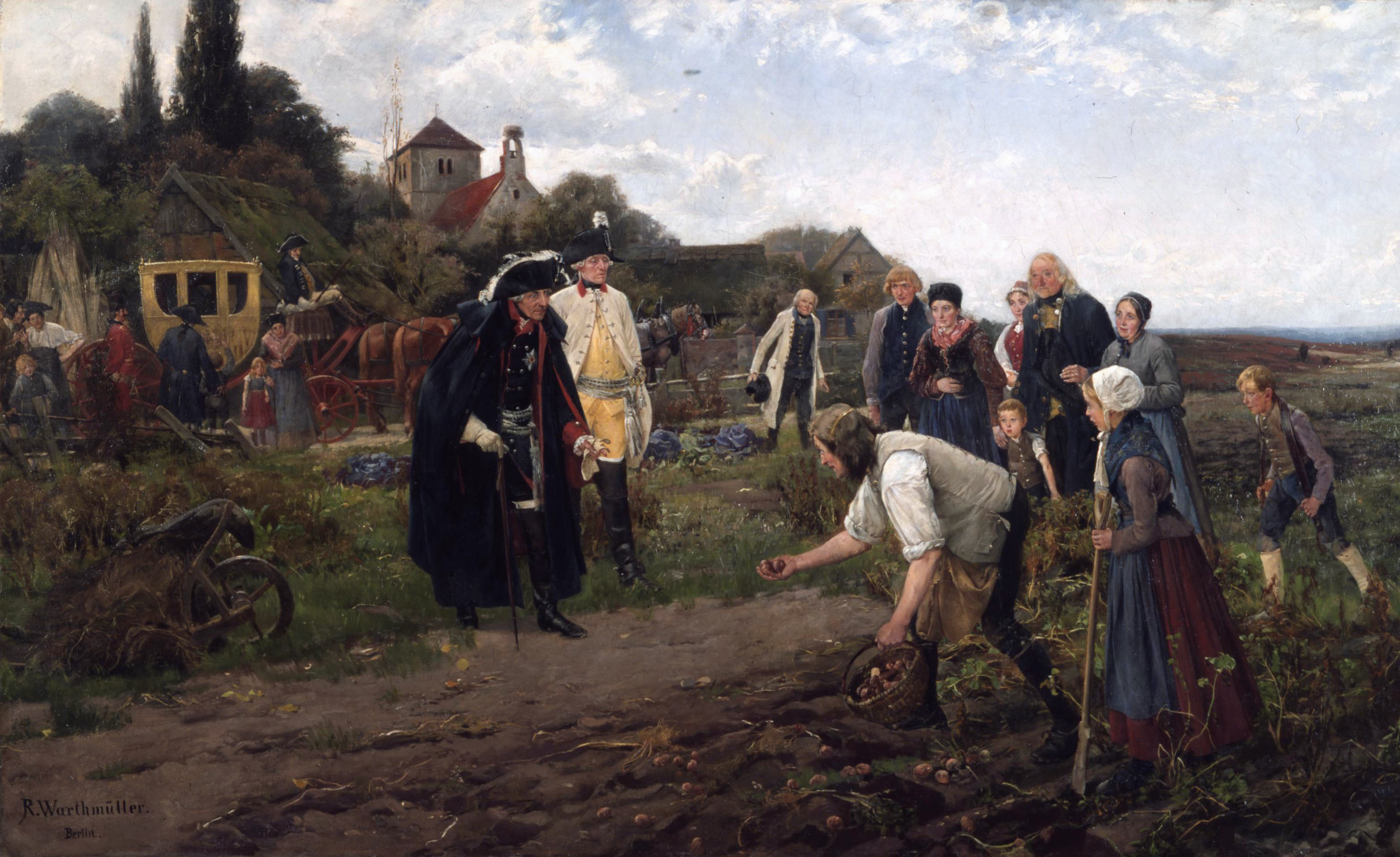
«Король всё время», худ. Роберт Мюллер. Фридрих II проверяет свои владения и общается с выращивающими картофель крестьянами.

Тяжёлое поражение 1806 г. произошло не только из-за ошибочных решений и военного гения Наполеона, но и свидетельстсовали о внутренней слабости страны. В XVIII веке Пруссия являла модель просвещённого абсолютизма для большей части Германии. Никакой альянс или государство с запада и юга ничего не могли с этим поделать. В эпоху Фридриха II в стране произошёл ряд реформ вроде отмены пыток в 1740 г., хотя они лишь устранили наиболее вопиющие недостатки в государственном управлении.
Экономические реформы второй половины XVIII века шли в меркантелистской логике. Они позволили Пруссии стать в определённой степени самодостаточной и начать экспорт излишков Объектами инфраструктуры были каналы, дороги и фабрики. Дороги соединяли отдалённые районы с центром, а болота рек Одер, Варта и Нотець были осушены и использовались в сельском хозяйстве, также было развито выращивание яблок.
Однако сама промышленность была ограниченно развита, и пребывала под сильным контролем государства, отдававшего приоритет военному сектору. Торговля велась через монопольные гильдии, налоговое и таможенное законодательство было сложным и неэффективным. Обязательства по второму тильзитскому миру оказывали давление на прусскую экономику. Реформы XIX века, как и столетие назад, были призваны создать бюджетную маржу, особенно при попытках стимулировать экономическое развитие.

## Начало реформ

### Триггер (1806 год)
Война с Наполеоном выявила недостатки в государственном управлении Пруссии. После окончания войны, Штейн, выступавший сторонником войны и бывший решительным критиком политики своего короля, был уволен в январе 1807 года. Но Фридрих осознавал, что государство и народ Пруссии смогут выжить, только если начнут реформы. 10 июля 1807 года он назначил Штейна министром при поддержке Гарденберга и Наполеона, видевшего в чиновнике сторонника союза королевства с Францией. Королева Луиза также поддерживала возвращение Штейна, она была главным инцииатором реформ и их большим сторонником, чем её супруг. В 1806 году с помощью Гарденберга и Штейна она добилась проведения мобилизации прусской армии, а в 1807 году встречалась с Наполеном ради смягчения условий мирного договора. В том же году Гарденберг сравнивал царственную чету Пруссии с правителями Наварры Екатериной де Фуа и Жаном III д’Альбре.
В обмен на согласие работать министром Штейн выдвинул ряд условий, в том числе отмену прежней кабинентной системы — взамен министры получали право говорить с королём напрямую. После принятия этих условий Штейн принялся за работу: он отвечал за гражданскую администрацию и также управлял рядом других сфер. Фридрих Вильгельм III долго колебался и не проявлял особой склонности к участию в реформах, для смены его мировоззрения реформаторам пришлось приложить немало усилий. В этот момент внутри армии и бюрократии наибольшее сопротивление грядущим реформам оказывали аристократия и консервативно-реставрационные силы. В 1807 году Гарденберг и Штейн подготвоили по трактату, в котором описывали свои идеи, на которые оказала сильное влияние идеалистическая философия Иммануила Канта.

### Программа Штейна

Административное деление довоенной Пруссии в 1806 году.

После своей отставки Штейн возвратился в свои владения в Нассау. В 1807 году он опубликовал Nassauer Denkschrift, основным посылом которой была административная реформа. В отличие от реформ в государствах Рейнского союза, данный подход основывался на традиционализме, негативном отношении к Просвещению и содержал критику абсолютизма. Штейн придерживался английской модели вроде Славной революции 1688 года, предпочитая централизированной и милитаризированной бюрократии децентрализованное и коллегиальное управление. Вместе со своими соратниками он придерживался «политики оборонительной модернизации не с Наполеоном, а против него».
Согласно замыслу Штейна, администрация должна была теперь разделяться не по географическому признаку, а по областям работы. Тем самым администрация должна была состоять из двух ветвей — государственных доходов и государственной политики высшего уровня (oberste Staatsbehörde). Одной из главнейшей целей проекта состояла в рационализации государственной финансовой системы для выплаты наложенной Тильзитским договором контрибуции, благодаря чему можно было повысить доходы казны и снизить потери из-за плохого управления.
Штейн был противником абсолютизма и с подозрением относился к бюрократии и центральной власти. Государственные служащие для него были только людьми, которым платили за выполнение поставленных задач с «равнодушием» и «страхом перед инновациями». На первых парах он стремился децентрализации и создания коллегиального государства. В рамках этого планировалось дать большей автономии провинциям, крейсам и городам. Благодаря опыту, полученному в ходе работы на разных должностях, реформатор осознавал необходимость наладить управление провинциями. Для этого он решил прибегнуть к старой корпоративной конституции, применявшейся в Вестфалии. Согласно Штейну, краеугольным камнем местного самоуправления должен был стать землевладелец. В то же время он осознавал необходимость обучить людей политике, в чём местное самоуправление могло сыграть полезную роль. В своих проектах Штейн пытался реформировать прусскую политическую систему, при этом не повредив единству нации, перенёсшему сильный удар войной 1806 года.

### Программа Гарденберга

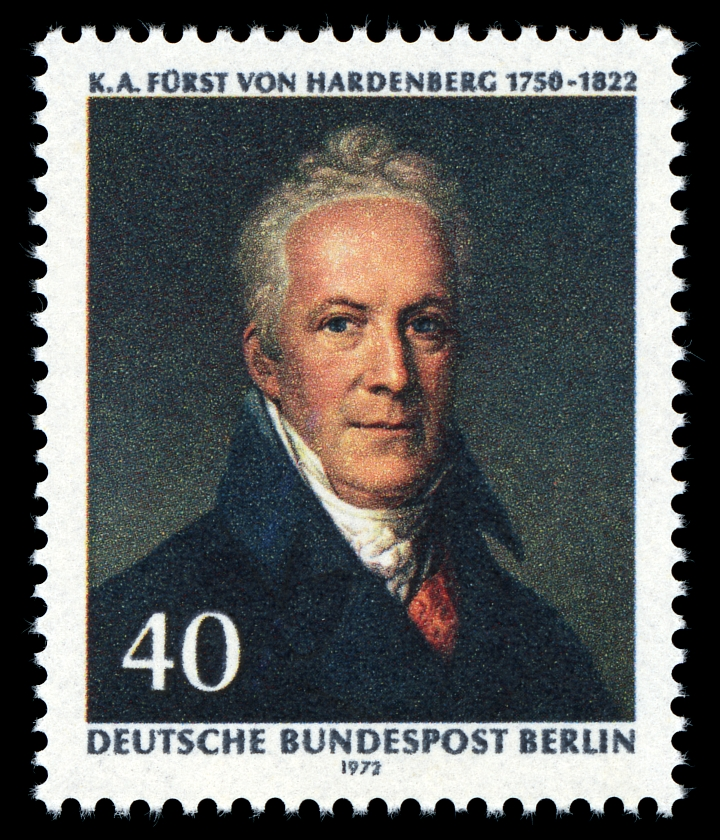
Немецкая почтовая марка 1972 года с портретом Гарденберга.

Штейн и Гарденберг, оставившие глубокий след в немецкой политике, также представляли и два разных подхода к ней. В отличие от своего коллеги, Гарденберг был более погружён в идеи Просвещения, также глубоко восприняв идеи французской революции и практический подход Наполеона. Он был государственником, стремившимся укрепить Пруссию через внедрение более плотного и централизованного управления. Но эти различия только подчёркивали основную тенденцию реформаторов. Реализованные реформы были продуктом своего времени, даже несмотря на итоговый вариант проекта реформ Штейна и Гардеберга.
Написанная Гарденбергом Rigaer Denkschrift ('О реорганизации Прусского государства') была представлена 12 сентября 1807 год. Под давлением Наполеона король Фридрих в июле призвал к себе проживавшего в российской Риги реформатора. Гарденберг разработал идеи о всеобщей организации государства, отличавшиеся от аналогичных проектов его соратников. Главными редакторами Rigaer Denkschrift были Бартольд Георг Нибур (специалист по финансам), Карл Альтенштейн (будущий министр финансов) и Генрих Теодор фон Шён. Они пришла к выводу, что революция дала Франции новый импульс: «Все спящие силы были вновь пробуждены, нищета и слабость, старые предрассудки и несовершенства были уничтожены». Тем самым они выступали за проведение Пруссией революции «im guten Sinn» или «в правильном смысле», что позднейшие историки охарактеризовали как «революцию сверху»: правители и их министры проводят реформы для получения всех преимуществ революции без её недостатков, вроде утраты власти и вспышек насилия.
Rigaer Denkschrift как и Nassauer Denkschrift поддерживало возрождение национального духа для работы с нацией и властью. Гарденберг выделял три класс — аристократию, средний класс и крестьян. Последние по его задумке должны были стать главным объектом нашего внимания" из-за своей многочисленности и важности для государства, но пребывания в статусе самого запущенного и униженного класса в государстве . Реформатор также стремился подчеркнуть принцип заслуг, который должен был стать правящим в прусском обществе: никакая задача в государстве, без исключения, не предназначена для того или иного класса, но она открыта для заслуг, а также для навыков и способностей всех классов .

### Обзор реформ

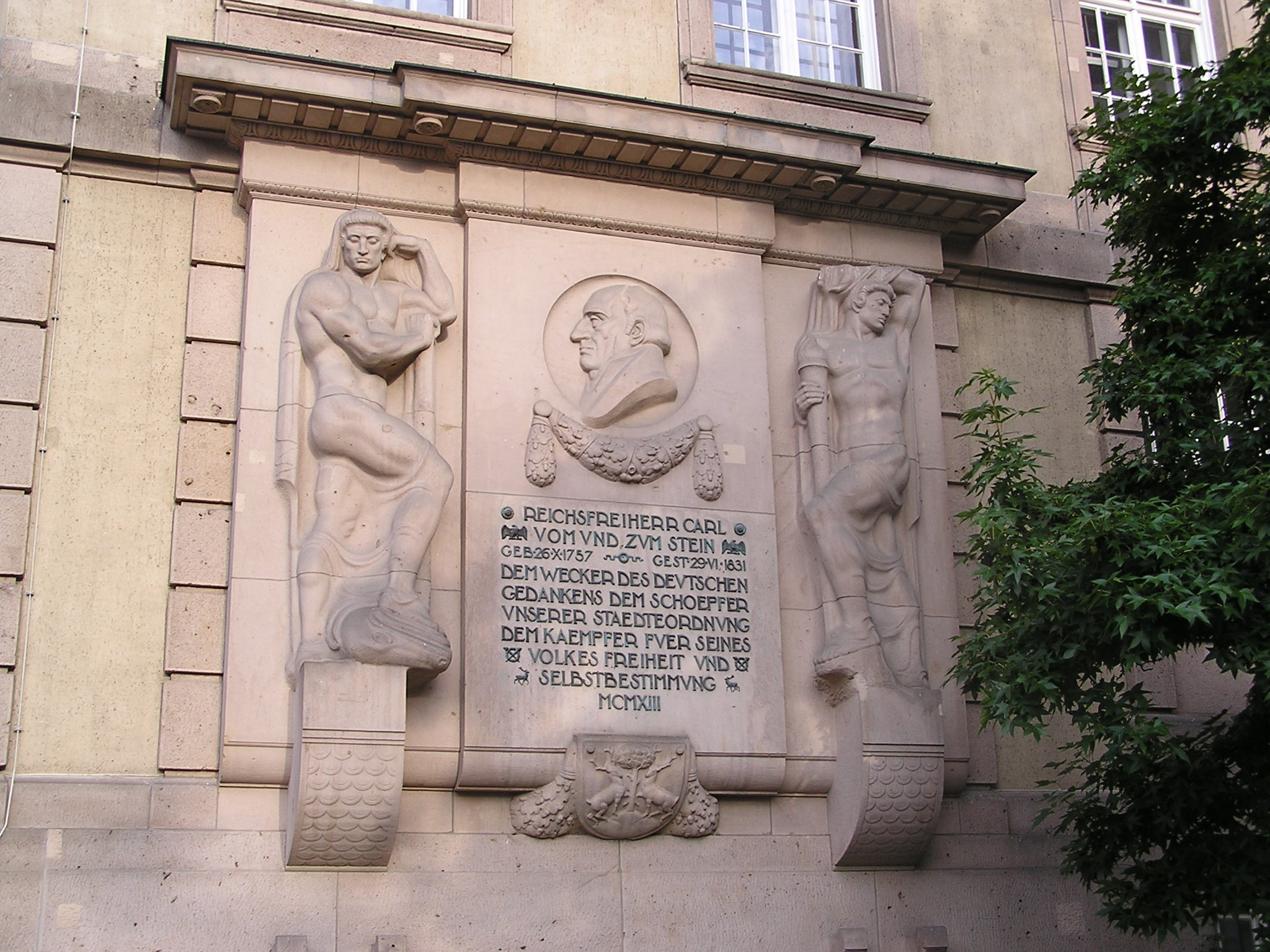
Мемориальная доска в честь Штейна и Städteordnung (государственного порядка) в Берлине (1913 год).

За четырнадцать месяцев пребывания во власти Штейн подготовил и провёл самые важные реформы. Крупный финансовый кризис из-за контрибуции вынудил придерживаться политики радикальной экономии и использовать государственные механизм для сбора требовавшихся сумм. Успех реформ стал итогом дискуссии внутри слоёв высшей бюрократии, роль самого Штейна варьировалась (например он не занимался деталями). Многие реформы были разработаны его соратниками, как в случае Генриха Теодора фон Шёна и октябрьских эдиктов. Но Штейн был ответственным за эти реформы перед королём, и защищал их от оппонентов.
После ухода Штейна в 1808 году, следуюшщие два года его преемником был Карл Альтенштейн, после чего Гарденберге в качестве статсканцлера следил за реформами с 1810 по 1822 год. Благодаря ему земельная реформа была завершена эдиктами о регулировании (Regulierungsedikten) 1811 и 1816 годов, а также Ablöseordnung (указ о выкупе) 1821 года. Также была проведена реформа в сфере торговли: эдикт о профессиональном налоге от 2 ноября 1810 года и закон о коммерческой полиции (Gewerbepolizeigesetz) 1811 года. В 1818 состоялась реформа таможни с отменой внутренних налогов. Среди социальных реформ можно выделить эдикт об эмансипации 1812 года, посвящённый евреям. Несмотря на различия в исходном положении и преследуемых целях, в то время аналогичные реформы прошли в Рейнском союзе, за исключением военной и образовательной реформы. Около 1819—1820 года реставрационные тенденции положили конец реформированию Пруссии.

### Основные области реформ

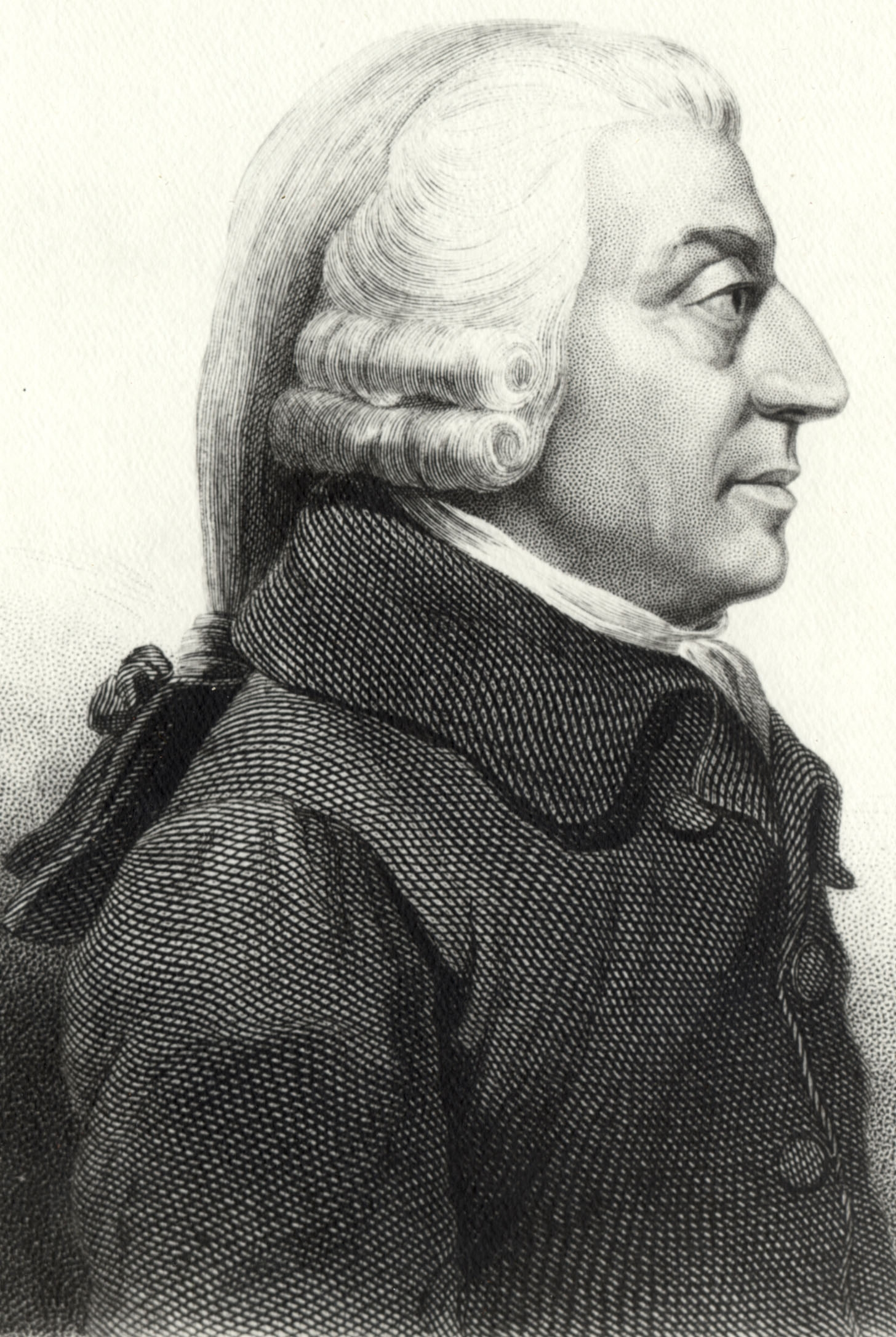
В вопросах политэкономии реформаторы испытали сильное влияние Адама Смита (на илл.).

Планируемые к исполнению реформы по сути синтезировали исторические и прогрессивные концепции. Их цель состояла в замене устаревших абсолютистских государственных структур. Государство должно было предложить своим гражданам возможность участвовать в государственных делах на основе личной свободы и равенства перед законом. Перед правительством была поставлена цель сделать возможным освобождение территории Пруссии от французских оккупационных сил и путём модернизации внутренней политики вернуть королевству статус великой державы.
Житель Пруссии должен был стать активным гражданином страны благодаря введению самоуправления в провинциях, крейсах и городах. Штейн в своей работе предвидел рост национального самосознания, но обязанности гражданина должны были быть важнее его прав. Концепция самоуправления Штейна опиралась на классовое общество, при этом должен был быть достигнут компромисс между корпоративными аспектами и современной репрезентативной системой. Старое разделение на три сословия дворянства, духовенства и буржуазию заменялось разделнием на дворянство, буржуазию и крестьян. Право голоса должно было быть расширено, распространившись и на свободных крестьян, что стало одной из основ их освобождения в 1807 году.
Новая организация власти в округах и реформа промышленности стали факторами либерализации прусской экономики. В этом отношении реформы пошли гораздо дальше и были успешнее, чем их аналоги в государствах Рейнского союза (бывших полузависимыми владениями Франции). Финансовый кризис 1806 года, усугублённый выплатой контрибуции, снабжением оккупационной армии и другими военными тратами, дал необходимый импульс для изменений. Освобождение крестьян, реформа промышленности и другие меры устранили экономические барьеры и создали свободную конкуренцию в прусской экономике. Реформы в большей степени опирались на экономический либерализм Адама Смита (предложенный Генрихом Теодором фон Шёном и Кристианом Якобом Краусом), чем на идеи реформаторов на юге Германии. Прусские реформаторы не стремились поощрять недостаточно развитую отечественную промышленность, но сконцентрировались на борьбе с кризисом в сельском хозяйстве.

## Реформы

### Городская реформа
Административные реформы Штейна относятся уже к концу его министерства, именно к ноябрю 1808 г. 19 ноября Появилось новое городовое положение, за которым через пять дней, 24 ноября, последовала реформа высшего управления.
До реформы в Пруссии города были на государственных или на помещичьих землях. И в том, и в другом случае города были совершенно лишены права самоуправления. Члены городской думы на государственных землях назначались правительством, на помещичьих — помещиком.
Города по новому положению получили самоуправление: гражданам дано было право избирать должностных лиц, заведовавших — под высшим надзором государства — городским хозяйством и разными общинными делами, то есть школой, благотворительностью и полицией. Но городская реформа не сопровождалась распространением таких же начал на сельскую и уездную жизнь.
Городское устройство для своего времени представляло значительный шаг вперед. Оно отдавало городам управление их финансовыми делами, их школьное дело и попечение о бедных. Центром городского управления оно сделало собрание городских гласных, которых должны были избирать граждане на основе хотя и не всеобщего, но ограниченного незначительным цензом избирательного права, притом равного и тайного, и свело наблюдение со стороны государства в сущности к проверке правильности городских выборов.
В числе этих реформ обращает на себя внимание попытка Гарденберга устроить уездную администрацию по наполеоновскому образцу. Эдиктом 27 октября 1810г Гарденберг изменил административную систему Штейна, рассчитанную на введение самоуправления, усилив принцип централизации, а 30 июля 1812г был издан эдикт о жандармерии, заключавший в себе целую систему уездного управления, которая должна была установить в Пруссии подобие наполеоновских префектур, что совсем должно было ниспровергнуть первоначальный план Штейна. Впрочем, этот последний эдикт не был приведен в исполнение.

### Реформа центрального управления
Приоритетом реформаторов была реорганизация управления и страны. До 1806 года взамен единой Пруссии существовало множество государств и провинций, чьё единство держалось только на персоне короля. В отсутствие единой администрации использовались две параллельные структуры децентрализованных администраций (каждая из которых на каждой территории отвечала за свои портфолио) и централизовaнная администрация (отвечавшая за один вопрос по всей стране). Подобное устройство власти затрудняло любую координацию. Правительство не имело данных по экономической ситуации государства, а его министры в кабинете короля обладали меньшим влиянием, чем его частный политические советники.
До проведения реформы Штейна в управлении Пруссии центральными учреждениями являлись три главных министерства: министерство иностранных дел, министерство юстиции и министерство генеральной директории, последнее из которых в свою очередь распадалось на министерство военное, финансовое, министерство государственных имуществ, министерство внутренних дел. При короле состоял совет, который большого значения не имел.
Реформа заключалась в том, что Генеральная директория была уничтожена и во главе управления были поставлены пять министров (внутренних дел, финансов, иностранных дел, военный и юстиции), чем упрощено было все делопроизводство, разделенное прежде не по предметам, а по провинциям. Высшим учреждением в монархии с совещательным значением в законодательстве был сделан государственный совет, в состав которого должны были входить принцы крови, действительные или отставные министры и генералы, равно как другие лица, на которых пал бы королевский выбор. Этот государственный совет получил право обсуждения законов. Ему же поручалось общее ведение политики.
Гарденберг, частью завершивший, частью видоизменивший начатые Штейном административные реформы, обратил особое внимание на вопрос о национальном представительстве. Под его влиянием Фридрих-Вильгельм III в эдикте 27 октября 1810 года пообещал дать стране провинциальное и национальное представительство.
В феврале 1811 года Гарденберг созвал в Берлине собрание нотаблей, которое по своему преимущественно дворянскому составу далеко не соответствовало обещанному королём национальному представительству и, вместо того чтобы оказывать правительству поддержку, выступало только с самой упорной оппозицией. Гарденберг думал убедить сословных депутатов в необходимости уже сделанных и только ещё предпринятых преобразований, но они лишь жаловались на ниспровержение всех исконных порядков. Собрание, ничего не сделав, было распущено.
Обещание представительства было затем повторено королём ещё раз в эдикте от 7 сентября 1811 года, и в апреле 1812 года созваны были вновь нотабли в качестве временной замены национального представительства. Но правительство продолжало свои реформы без этого собрания, имевшего ещё менее значения, нежели первое.

### Бюрократия и лидерство
Начало реформ Штейна ознаменовалось унификацией прусского государства с уничтожением прежней системы кабинетов. 16 декабря 1808 года государственное министерство (Staatsministerium) заменило администрацию высшего уровня (Generaldirektorium), окончательные изменения по этому профилю завершились в 1810 года. Теперь администрация управлялась по принципу портфелей, Staatsministerium включало в себя пять министерств: внутренних дел, финансов, иностранных дел, военных дел и юстиции, которые несли ответственность только перед монархом. Но эти новшества не могли стать по настоящему эффективными до создания более совершенной этатистской модели лидерства. Прусский абсолютизм заменялся двойной властью короля и бюрократии, увеличивая власть министров через понижение и ослабление короля. При Штейне Staatsministerium функционировал коллегиальным образом без премьер-министра, пост которого (Staatskanzler или State Chancellor) в июне 1810 года создал Гарденберг, также упорядочивший отношения министров и короля.
Роль главы государства была также серьёзно пересмотрена. C 1808 года королевство было разделено на округа, чьи правительства также создавались на основе портфельного принципа. Каждый регион получил оберпрезидента, подчинявшегося национальным министрам и во многом схожего с французскими префектами. Тем самым местные интересы перед центральным правительством получали своих представителей. В 1810 году должность была упразднена, но через пять лет была снова восстановлена, в этом контексте произошло окончательное разделение правосудия и администрации. При издании административных актов заинтересованные лица имели право на апелляцию, хотя никакого юридического контроля над властью так и не появилось. Были разработаны различные административные акты, целью которых было снижение какого-либо влияния на администрацию. Проделанная реформаторами работа послужила образцом для других германских государств и крупных предприятий.

### Крестьянский вопрос
Из эпохи «просвещенного абсолютизма» Пруссия вышла со всеми характерными чертами государства, сельские отношения которого были построены на началах средневекового феодального быта.
Вопрос об освобождении крестьян из крепостной зависимости был в Пруссии поставлен ещё раньше вступления Штейна во власть: когда он был призван к управлению государством, особой комиссией уже был разработан проект, который министру-реформатору пришлось только осуществить. Первая встреча Штейна с королём состоялась 30 сентября 1807 года, назначение его министром — 5 октября, а 9 октября уже появился эдикт, отменявший в Пруссии крепостное состояние.
Фридрих-Вильгельм III думал, однако, ограничить действие нового закона только двумя провинциями (Восточной и Западной Пруссией), но Штейн прямо настоял на том, чтобы мера была распространена на все области монархии.
Эдикт 9 октября 1807 года уничтожал крепостничество во всем королевстве и отменял прежнюю исключительность дворянского землевладения, провозгласив свободу перехода земель из рук в руки. Крестьяне на государственных землях получили личную свободу, право выкупать барщину двояким путём: или они могли заплатить одновременную сумму, равную увеличенному в 25 раз годовому доходу с этой барщины, или же уплачивать постоянно 4-процентную ренту. Выкупая барщину, они даром получали в собственность землю, на которой сидели.

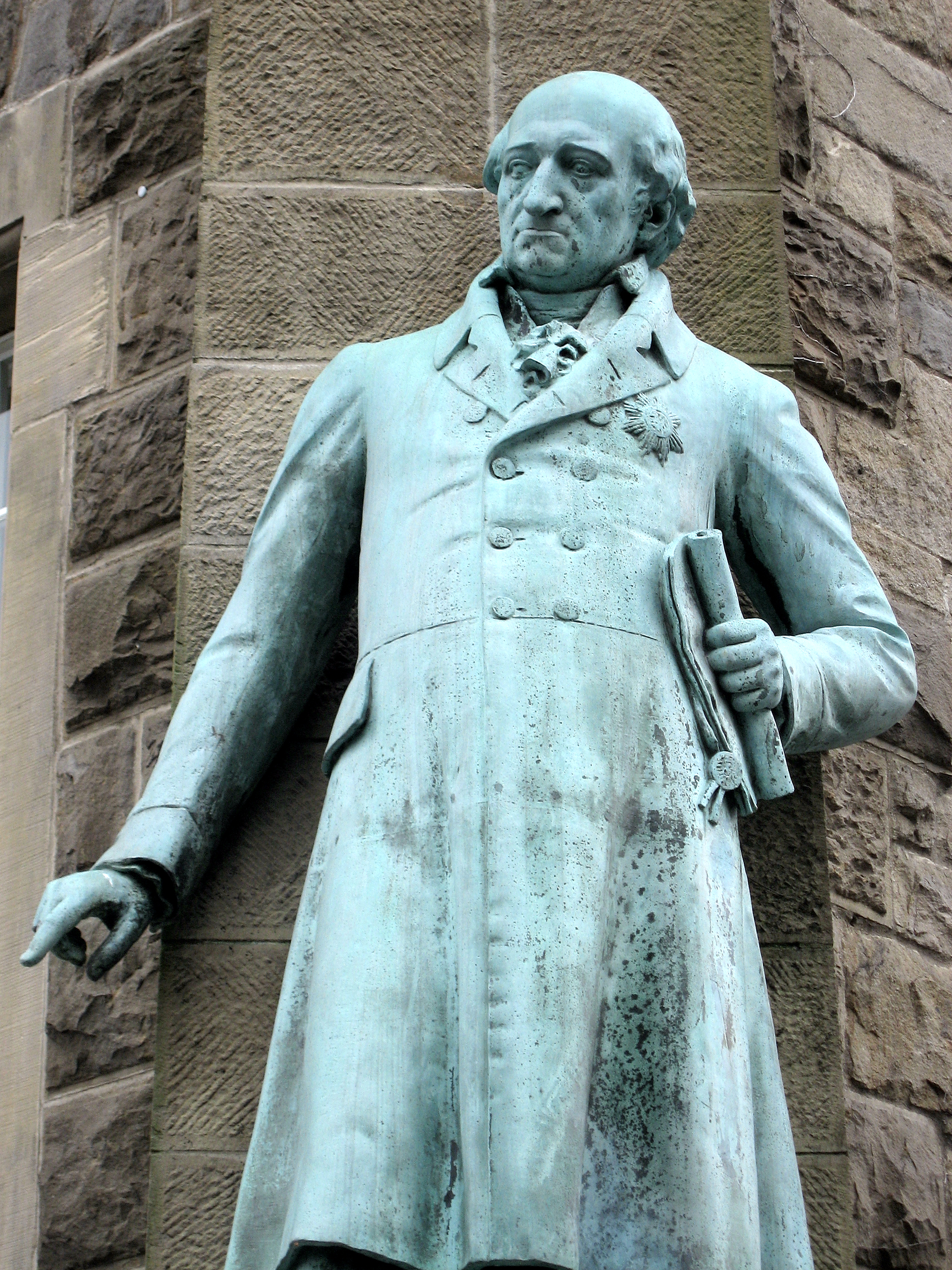
Памятник Карлу фон Штейну в городе Веттер (Рур).

Гораздо труднее было провести реформу по отношению к помещичьим крестьянам. Они делились на 3 разряда: наследственных арендаторов, пожизненных арендаторов и срочных арендаторов. Наследственные сразу же получили личную свободу, для пожизненных и срочных было установлено несколько лет временно-обязанных отношений. Далее последовал вопрос наделения этих крестьян землей. Первоначальный проект относительно земель был таков: если наследственные и пожизненные арендаторы отказывались от одной трети земли, которую возделывали, то остальные две трети поступали в их собственность. Срочному же арендатору, чтобы сделаться собственником земли, надо было отказаться от половины своего участка. Это был проект, представленные Савиньи. После 1807 г. Правительство во главе с Гарденбергом решило созвать собрание нотаблей, назначенных правительством, а не представителей страны, выбранных населением. Эта комиссия делает первое изменение в проект Савиньи, а именно решено было, что пожизненные арендаторы, так же как и срочные, должны отказаться в пользу последних не от одной трети, а от половины своего участка. Но и этот урезанный уже проект позднее подвергся новому изменению. В 1816 г. Был опубликован указ правительства, который радикально менял весь его характер. Этот указ облегчал решение земельного вопроса только для наследственных и зажиточных арендаторов, для пожизненных арендаторов было сделано очень мало. Значительная же часть срочных арендаторов была совсем лишена земли и перешла на положение батраков. Таким образом, возник незначительный разряд крестьян, получивших название Grossbauer.
В эдикте 9 октября 1807 г. помещикам дозволялось присоединить к своим землям лишь те крестьянские дворы, которые, будучи разорены последней войной, не могли бы быть восстановлены по недостатку средств у помещика или у крестьян, но не иначе как по определению правительства и под условием определённого вознаграждения крестьян. Далее Штейн внес в эдикт положение о соединении нескольких хозяйств в одну более крупную, но крестьянскую аренду, поскольку при этом крестьянская земля оставалась все-таки в руках крестьян же. Штейн поддержал принципы охраны государством крестьянского землевладения, тогда как многие были убеждены в несвоевременности сохранения этого принципа.
Эдикт 9 октября 1807 г. немедленно освобождал от зависимости лишь таких крестьян, которые наследственно владели своими участками, но такие были в меньшинстве. Для всех же остальных свобода должна была прийти лишь через два года и один месяц.
Этим эдиктом было положено начало решению крестьянского вопроса в Пруссии. Но, превратив крепостного крестьянина в свободного гражданина, прусская крестьянская реформа начала XIX в не устроила его поземельного быта и не избавила его от вотчинной власти его бывшего господина. Если в королевских доменах крестьяне с личной свободой приобрели на правах полной собственности бывшие в их владении участки земли, то помещичьи крестьяне, которым было предоставлено самим, без государственного вмешательства и помощи совершать выкуп, оставались по-прежнему в материальной зависимости от помещиков, тем более что владельцы рыцарских поместий, несмотря на намерение, выраженное в эдикте 25 февраля 1808 г., остались в полном обладании старой вотчинной полицией и юстицией. Однако, первый удар по феодальным порядкам был нанесен эдиктом 9 октября 1807 г.
Одновременно с крестьянской реформой происходит уничтожение общинных земель и раздел их между членами общин, раздел выгонов, леса и пахотной земли.

### Военная реформа
Прусская армия в точности отражала в себе, как в зеркале, всю крепостническую структуру государства. Солдат - крепостной мужик, перешедший из-под розог помещика под фухтеля и шпицрутены офицера, осыпаемый пощечинами и пинками со стороны всякого, кто выше его, начиная с фельдфебеля, обязанный рабски повиноваться начальству; он знает твердо, что и речи быть не может об улучшении его участи, как бы храбро и исправно он ни сражался. Офицер только потому офицер, что он - дворянин, и были офицеры, которые хвалились жестокостью своего обхождения с солдатами, именно в этом видя истинную дисциплину. Генералами люди становились либо уже под старость, либо по протекции и знатности своего происхождения.".
Своим военным возрождением монархия Гогенцоллернов была обязана генералу Шарнгорсту, который после Тильзита был сделан председателем комиссии, учрежденной для преобразования армии. Когда во время войны в 1813 году он был смертельно ранен в сражении, его дело продолжил генерал Гнейзенау. Комиссия Шарнгорста, начавшего фактически играть роль военного министра, выработала общие положения системы, которые окончательно были введены в жизнь в 1814 году..
Старый способ пополнения армии вербовкой и рекрутскими наборами заменялся всеобщей воинской повинностью, одинаково обязательной для всех сословий. Кроме действующей армии, было подготовлено особое запасное земское ополчение (Landwehr).
Вместе с тем было установлено, что право на повышение по службе будет даваться не происхождением или продолжительным занятием должностей, но лишь образованием и заслугами. Наконец, были отменены прежние строгости военного устава. И все наказания, оскорбляющие личное достоинство солдата.
Все это в соединении с чисто техническими нововведениями совершенно преобразило прусскую армию: войско, выступившее в войне 1813 года, уже не походило на то, которое было разбито 7 лет назад.
Поскольку, в отличие от государств Рейнского союза, политика реформ с самого начала была явно направлена против французского господства, военные реформы имели гораздо большее значение, чем в южногерманских государствах. После сокрушительного поражения в битвах при Йене и Ауэрштедте 14 октября 1806 года в прусской армии появилась группа офицеров, настаивавших на переменах.
Военная реорганизационная комиссия поставила задачу создать новую сильную армию, структура и характер которой должны были соответствовать изменившимся требованиям времени. В состав Военной комиссии по реорганизации входили: генерал-майор Герхард фон Шарнхорст (председатель комиссии), подполковник Август Нейдхардт фон Гнейзенау, майор Герман фон Бойен, майор Карл фон Грольман и штабс-капитан Карл фон Клаузевиц. Шарнхорст также был назначен начальником военного ведомства (Kriegsministerium) и Генерального штаба. Работая в тесном сотрудничестве с инициировавшими политические реформы министрами Генрихом Штайном и Карлом Харденбергом, Шарнхорсту удалось убедить сопротивляющегося короля в необходимости перемен.
Опыт 1806 г. показал, что организация старой прусской армии уже не соответствовала требованиям французов. Она была слишком неподвижен по сравнению с французской стрелковой тактикой, офицеры относились к солдатам как к невольным объектам, которым приходилось считаться с суровыми наказаниями вплоть до прохода через строй. Противовесом этого выступила французская гражданская и призывная армия. Одним из аспектов реформ было устранение барьеров, которые иногда существовали между армией и обществом; была надежда, что армия может быть построена на патриотизме граждан. Поэтому было положено начало повышению достоинства и положения простых солдат путем приспособления солдатских законов к гражданскому правосознанию. Драконовская система наказаний и, в частности, телесные наказания были в значительной степени отменены. Офицерский корпус был реформирован. Было уволено значительное число непригодных старших и младших офицеров. Дворянская привилегия была отменена; таким образом, карьера офицера также была принципиально открыта для простолюдинов.
Это, в частности, вызвало значительное негодование со стороны дворянства, вроде Людвига Йорка. На практике, однако, вскоре стало очевидно благодаря своего рода праву кооптации для офицеров, которые обычно составляли дворянские фендрики, а влияние буржуазии оставалось низким.
В офицерском корпусе старшинство больше не должно было определять продвижение на более высокие чины, а скорее эффективность. Прусская военная академия должна была обеспечить лучшую подготовку офицеров. В более узкой военной области по французскому образцу формировались охотничьи и стрелковые части. Как и в гражданской администрации, военная организация была упрощена. В 1809 г. военное министерство с Генеральным штабом заняло место большого числа высших инстанций.
Центральной реформой было введение всеобщей воинской повинности. Это было предназначено для устранения несправедливости ранее применявшейся системы замены и различий между сословиями. Хотя планировалось обойти установленное Тильзитом ограничение численности войск в 42 тыс. человек системой Крюмпера, призыв на военную службу изначально не применялся. Король колебался, и дворянство и офицерский корпус оказали сопротивление, буржуазия оставалась скептичной. Только с началом войны 1813 года реформаторам удалось ввести воинскую повинность, котоаря окончательно была закреплена в 1814 г. общим военным законом. В дополнение к линейным войскам для обороны территории и в качестве резервных сил был создан ландвер, который был организационно самостоятельным, имел свои части и офицеров. Комитеты в округах организовали этот вид войск, в котором простолюдины могли быть произведены в офицеры. Здесь наиболее близка к осуществлению идея реформаторов об объединении народа и армии.

### Налоговая и таможенная реформы

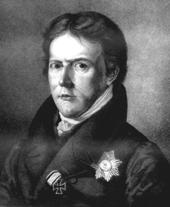
Вильгельм Антон фон Клевиц участвовал в разработке административных реформ и с 1817 года занимал пост министра финансов Пруссии..

Налоговая реформа была центральным вопросом, ибо было необходимо повысить сборы для уплаты французской контрибуции. С помощью повышения налогов, продажи доменов, принятия долговых обязательств и других мер Гарденбергу удалось предотвратить национальное банкротство и предотвратить инфляцию бумажных денег. Целью реформы стала стандартизация налогов на всей территории страны и упрощение налоговой системы через установку несколько основных налогов вместо многочисленных отдельных. Амбициозная концепция была реализована лишь частично. В 1818 году стало возможным ввести налоги на потребление, которые раньше применялись только к городам, и ограничить их немногими облагаемыми налогом товарами. Существовали также налоги на некоторые предметы роскоши. В коммерческом секторе вместо многочисленных прежних налогов был введен прогрессивный торговый налог. Однако введение налога на имущество, под которое подпадало и дворянство, фактически провалился. По крайней мере, можно было ввести налоги на доходы и богатство — пусть и на основе самооценки. Протесты против этого привели к введению в 1820 году так называемого классового налога как своего рода промежуточной формы между подушным налогом и подоходным налогом. У городов была возможность сохранить налог на помол и убой в качестве косвенного налога. В целом результаты налоговой политики оставались противоречивыми. Потребительские и классовые налоги обременяли не дворянство, как первоначально предполагалось, а скорее более бедных.
Реформа таможенной политики по существу произошла только после окончания наполеоновских войн и перекройки границ Венским конгрессом. Пруссия вернула себе свои западные владения, что не только создало экономический контраст между коммерчески развитыми Рейнской провинцией, Вестфалия и Саксонией и аграрными областями Восточной Эльбы. Таможенная политика также была очень разной. Хотя в 1817 году во внутреннем сообщении на территории Старой Пруссии все еще действовало 57 таможенных тарифов примерно на 3000 товаров, внутренние таможенные пошлины в западных провинциях почти не взимались со времен французского правления.
В Пруссии все внутренние торговые барьеры были сняты с принятием таможенного закона 1818 года. Был внедрён умеренный протекционистский тариф, но для сквозного трафика предусматривались высокие тарифы. Это был компромисс между интересами заинтересованных в свободной торговле крупных землевладельцев и ещё слабой торговой экономики, которая требовала протекционистских тарифов. Простое и эффективное прусское таможенное право стала более или менее моделью для таможенной системы немецких государств в целом примерно на полвека и, по существу, оставалась неизменной вплоть до возникновения Германской империи. Таможенная политика Пруссии сыграла важную роль в создании германского таможенного союза в 1830-х гг.

### Прочие социально-экономические реформы
Также рушился старый социальный и экономический быт в городах, благодаря отмене монополий и цеховых стеснений, а также провозглашению свободы торговли и промышленности.
Происходит реформа налогов, ослабляется привилегированное положение дворянства, на него возлагаются некоторые подати, от которых оно прежде было свободно. Отменен налог, который прежде брали помещики с крестьян взамен отмены обязательства молоть хлеб на помещичьей мельнице. Был введен промысловый налог, позволявший всякому, заплатившему его, заниматься тем или другим промыслом. Введение его было связано с уничтожением цехов. Отменены были стеснения, наложенные на продажу дворянских земель. Но несмотря на то, что крестьяне сделались лично свободными, за помещиками в значительной степени была удержана судебная и полицейская власть.
В это же время прусское правительство провозгласило принцип всеобщей податной и воинской повинности, что уравнивало граждан в отбывании ими своих обязанностей по отношение к государству.

## Итоги
Случилось так, что в Пруссии в чистом виде не были проведены ни программа Гарденберга, ни программа Штейна, но кое-что из обеих программ. Штейн слишком короткое время стоял во главе правления и был вынужден за время своего министерства осуществлять то, что было уже до него подготовлено людьми другого направления. Продолжать дело Штейна пришлось тому же Гарденбергу, который также был связан начинаниями Штейна.
В октябре 1810 г., после вынужденного ухода с поста Штейна, Фридрих-Вильгельм III снова призвал к управлению Гарденберга (который потом и находился во главе управления до самой смерти в 1822 г.). Таким образом, Штейн оставил свой пост, не успев привести в исполнение задуманных преобразований. Затем наступил двухлетний перерыв в общей реформаторской деятельности прусского правительства. Наконец за оставленное дело взялся опять Гарденберг, но он столкнулся с настоящим сопротивлением со стороны приверженцев «старого порядка», и в результате получилось, что реформа Пруссии вышла односторонней, половинчатой и незаконченной. «Старый порядок» не был сокрушен, и то новое, что было введено в жизнь прусского государства, благодаря двоим министрам-реформаторам, не было настолько сильно, чтобы избавить страну от возможности весьма сильной реакции со стороны консервативных элементов общества.
Несмотря на незаконченность реформ Штейна и Гарденберга и несмотря на то, что между ними были даже внутренние противоречия, то, что было ими сделано для преобразования правительственных учреждений, не осталось бесследным. Но результат всех этих усилий был в сущности один. И Штейн, и Гарденберг, считали нужным прежде всего создать силу, которая могла бы совершить все другие намеченные ими преобразования, и с этой целью они направили все свои усилия на улучшение самих правительственных учреждений.
Они успешно разрешили свою задачу, внеся больше единства, стройности, порядка в деятельность центральных, провинциальных и уездных учреждений, но новая система была только усовершенствованием старого порядка бюрократической централизации, так как введение самоуправления (за исключением городского) так и осталось простым проектом. Если эта реформа и содействовала развитию городского благоустройства, то не дала таких результатов в деле политического воспитания нации, на которые рассчитывал Штейн, так как обособляла горожан от других сословий, что даже противоречило идее самого Штейна, стремившегося на почве совокупного участия в местных делах приучить отдельные сословия к солидарному общественному действию.
Таким образом, правительственная система реформами Штейна и Гарденберга была усовершенствована, но сословный партикуляризм не был сломлен.
Прусские реформы оказали весьма большое моральное действие и на остальную Германию. Упорядочив внутренние отношения государства, подняв дух населения, создав хорошую армию, они сделали из Пруссии надежду всей немецкой нации, тяготившейся французским владычеством, тем более что эти преобразования были совершены по свободной инициативе самого прусского правительства, а не были продиктованы ему победителем. Это моральное действие прусских реформ с особой силой сказалось в войне за освобождение 1813 г., когда обновленная Пруссия встала во главе национального движения, поставившего своей целью низвержение чужеземной власти.
На Пруссию, в которой были предприняты внутренние реформы, немецкие патриоты стали возлагать все свои надежды, и монархия Гогенцоллернов стала играть первую роль во время «войны за освобождение» Германии от французов в 1813 г.: без внутренних преобразований она не смогла бы стать центром борьбы с Наполеоном.

## Историография

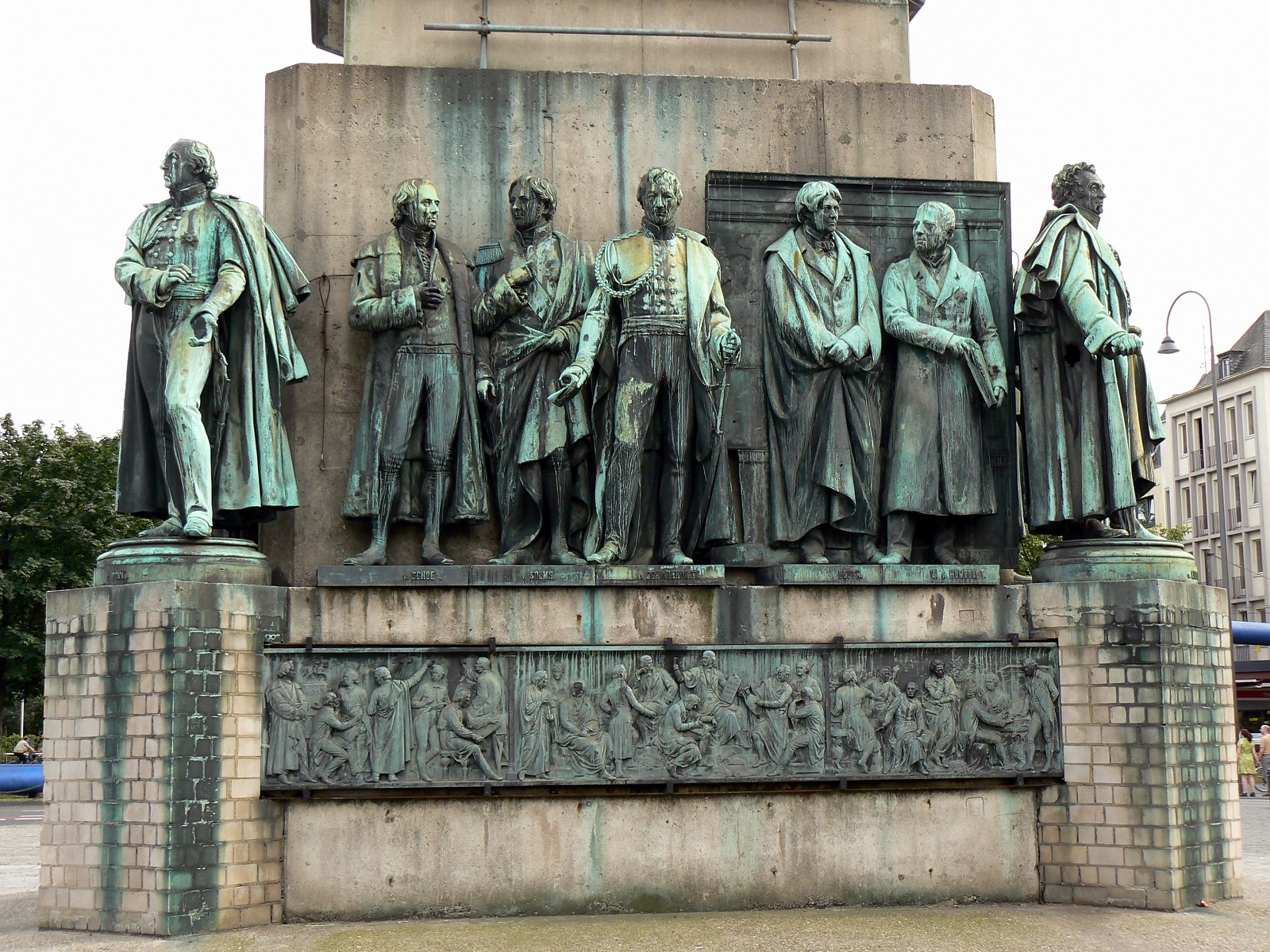
У основания статуи короля Фридриха Вильгельма III в Кёльне стоят семь реформистов.

В историографии конца XIX века прусские реформы и «революция сверху» объяснялись, например, Генрихом фон Трейчке как непосредственная предыстория основания Малогерманского национального государства. С точки зрения Фридриха Мейнеке, реформы стали прорывом для дальнейшего развития. Долгое время эпоха реформ, по мнению Леопольда фон Ранке, писалась прежде всего с точки зрения дел и судеб «великих людей». Об этом свидетельствуют многочисленные биографические работы о героях реформы.
Например, биография Ханса Дельбрюка о Гнейзенау, Майнеке о Бойене. Хотя первоначально основное внимание уделялось военным реформам, исследование личности и творчества Штейна началось с биографии Макса Лемана. Гарденберг, с другой стороны, привлек сравнительно мало внимания историков. Несмотря на явные различия между основными действующими лицами, исторические исследования во многом видят фундаментальную преемственность подходов и сохраняют единство реформ Штейна-Гарденберга.
В последние десятилетия прусские реформы периода между 1807 и 1815 годами утратили часть своей центральной позиции в интерпретации истории XIX века. Этому способствовал тот факт, что реформы южногерманских государств Рейнского союза сейчас рассматриваются многими историками как аналогичные. Сюда также входит тот факт, что регионы Пруссии, которые были динамичными с точки зрения коммерческого и социального развития, прямо или косвенно принадлежали французской сфере влияния до конца правления Наполеона.